# Усадьба купцов Зыряновых
Усадьба купцов Зыряновых — особняк в исторической части Каменска-Уральского, Свердловской области.
Постановлением Правительства Свердловской области № 859-ПП от 28 декабря 2001 года присвоен статус памятника архитектуры регионального значения.

## История
Особняк принадлежал одному из потомков Петра Даниловича Зырянова, представителя известной уральской фамилии, первые сведения о ней датируются XVI веком. В 1765—1770 годах Пётр Данилович занимал должность бургомистра екатеринбургской ратуши, в 1767 году был выбран городским главой. Большая часть семьи занималась рудодобычей и коммерческой деятельностью. Постройка каменской усадьбы датирована 1870 годом.
До нашего времени на участке сохранилось три постройки: жилой дом, магазин и складское помещение.

## Архитектура
Все здания выполнены в стиле эклектики, облицовка в технике кирпичного стиля (кружева).
Усадьба находится в линейной застройке квартала и имеет вытянутую в его глубь прямоугольную форму участка. Жилой дом и магазин формируют передние западные и восточные границы соответственно. Южными главными фасадами здания поставлены на улицу Ленина (бывшая Большая Московская). Здания разделены широкими воротами для проезда во двор.
Двухэтажный прямоугольный в плане кирпичный жилой дом поставлен на фундамент из бутового кирпича и вытянут по оси север-юг. В основе стен полнотельный кирпич, облицовка выполнена из лекального и профилированного. Южный фасад в три оконные оси членится по горизонтали цокольной и межоконной тягами, завершается ступенчатым фризом, декорированным аркатурным поясом, венчающим карнизом и парапетной стеной. Композиция фасада симметричная. Углы фасада фиксированы спаренными классическими полуколонками, наличники окон также декорированы полуколонками и бровками. Вход в здание с восточного фасада. Крыша четырёхскатная, задрапирована аттиком сложной формы. Проведена система наружного водостока. На других фасадах тема декора сохранена и во многом повторяется. В интерьере помещений использованы откосы «с рассветом», и потолочные розетки, и различные виды тяг, членящие комнаты.
Магазин представляет собой кирпичный одноэтажный прямоугольный в плане объём. Главный фасад имеет симметричную композицию, подчеркнутую центральным входом с высоким крыльцом и двумя боковыми окнами. В остальном на фасаде сохранены архитектурно-декоративные приемы жилого дома.

## Галерея
|            |  |         |  |  |
| Жилой дом. |  | Магазин |  |  |